# Comtat de Międzychód

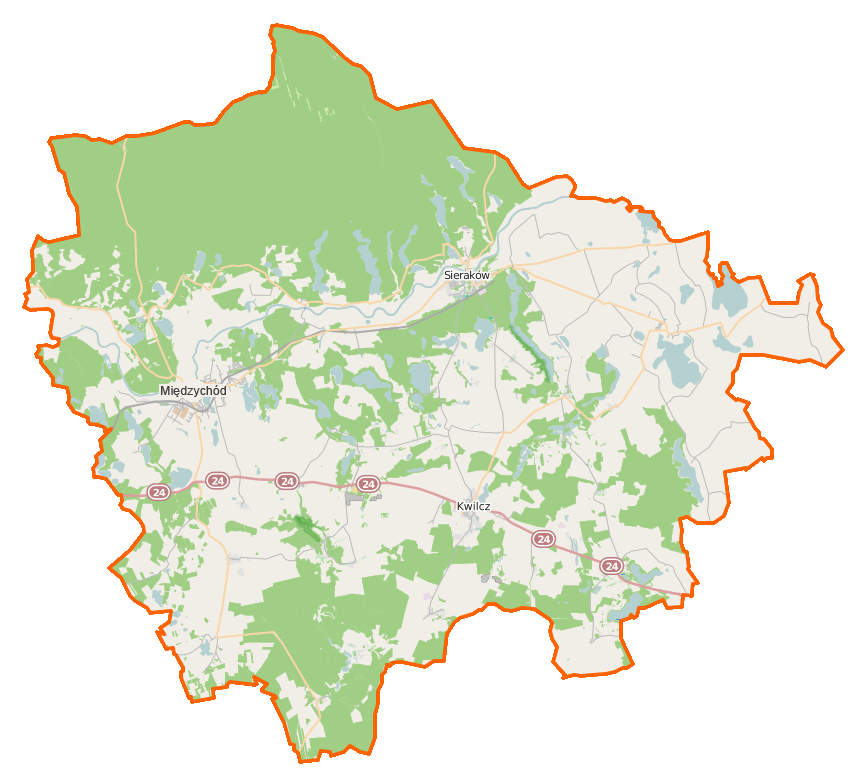
Mapa del powiat

El comtat de Międzychód (en polonès: Powiat międzychodzki) és un districte de l'oest de Polònia, al voivodat de la Gran Polònia. La seva capital és la ciutat de Międzychód. És el comtat amb menys habitants del voivodat. Va ser creat el 1999 dins d'una reforma administrativa.
Segons dades de l'1 de gener de 2014, la superfície del comtat era de 736,44 km².
Segons dades del 31 de desembre de 2019, el powiat tenia 36.751 habitants i, segons les del 30 de juny de 2020, era de 36.686 habitants, més o menys els mateixos que el 2010.

## Divisió administrativa
El powiat es divideix en els municipis següents:
| Municipi          | Escut | Tipus de municipi | Població (2011) | Superfície (km²) | Densitat de població (hab./km²) | Nombre de pobles |
| ----------------- | ----- | ----------------- | --------------- | ---------------- | ------------------------------- | ---------------- |
| Międzychód        |       | ciutat            | 18625           | 307,24           | 60,6                            | 43               |
| Sieraków          |       | ciutat            | 8786            | 203,31           | 43,2                            | 28               |
| Kwilcz            |       | rural             | 6289            | 141,78           | 44,3                            | 28               |
| Chrzypsko Wielkie |       | rural             | 3381            | 84,33            | 40,1                            | 14               |

## Economia
A finals de setembre de 2019, el nombre de persones registrades com a aturades al powiat era d’aproximadament 500 habitants, amb una taxa d'atur del 4,2% de la població activa.